# Tísnivé
Tísnivé (též strašidelné, angl. uncanny) je filosofický koncept F.W.J. Schellinga, který poprvé psychologicky rozpracoval německý psychiatr Ernst Jentsch, následovaný Siegmundem Freudem. Německý titul jeho eseje Něco tísnivého (Das Unheimliche) je chápán jako protiklad k výrazům heimlich (milý, útulný) a heimisch (domácký, útulný). Ne všechny nové a neznámé věci jsou tísnivé, některé však takové jsou.
Na Freudovu práci navázal v 70. letech japonský robotik Masahiro Mori svou teorií tísnivého údolí, která však není jednomyslně přijímána. Z pohledu výtvarných umění se tématem zabývá britský teoretik grafického designu Rick Poynor.